# Xã Prairie, Quận LaMoure, Bắc Dakota
Xã Prairie (tiếng Anh: Prairie Township) là một xã thuộc quận LaMoure, tiểu bang Bắc Dakota, Hoa Kỳ. Năm 2010, dân số của xã này là 43 người.